# ウォークインゲート

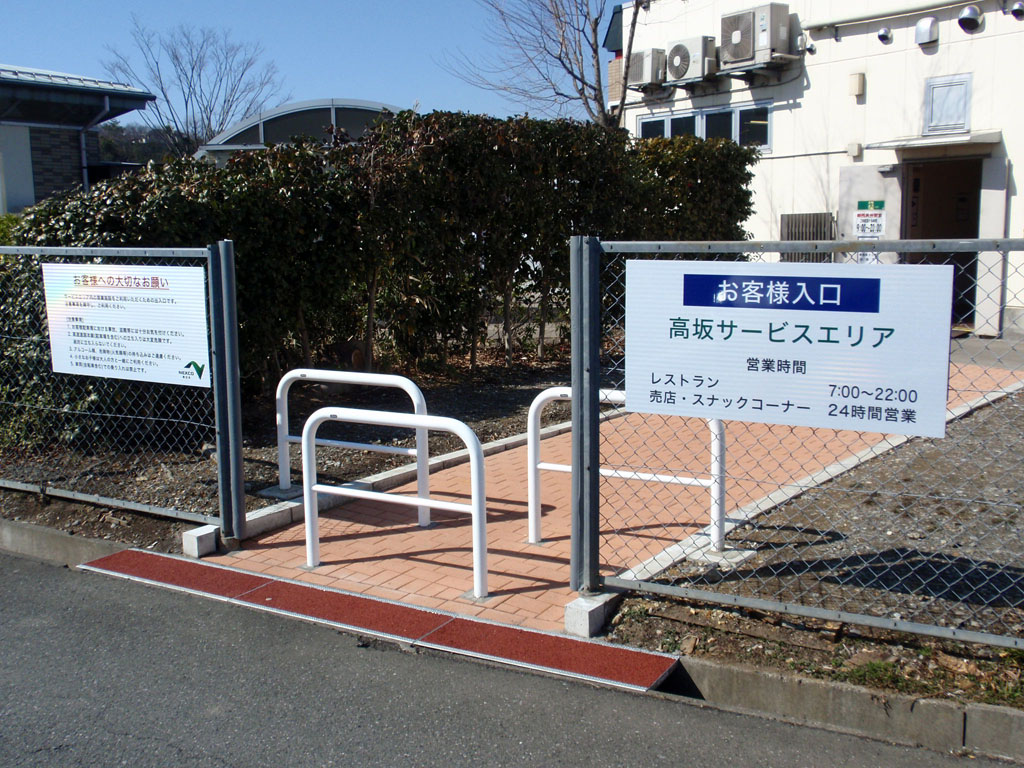
ウォークインゲート
高坂SA（上り線）

ウォークインゲートは、東日本高速道路（NEXCO東日本）管内のサービスエリア・パーキングエリア（SA・PA）を管理するネクスコ東日本エリアトラクトが、一般道から施設を利用できるように設けた出入口のことである。
同様の出入口は、NEXCO中日本・NEXCO西日本・JB本四高速の管内にも存在する。NEXCO中日本管轄のSA・PAを管理する中日本エクシスでは「ぷらっとパーク」と呼んでおり、NEXCO西日本管轄のSA・PAを管理する西日本高速道路サービス・ホールディングスでは「ウェルカムゲート」、JB本四高速では「コミュニティゲート（来島海峡SAに設置）」と呼んでいる。

## 概要
SA・PAの休憩施設の利用促進を図るために業務用出入口（元来は従業員の通勤やエリア内で販売されている物資の搬入などのみ用いられていたもの）を一般者向けに開放したものであり、一般道から高速道路の休憩施設を利用できるように設置している。周辺地域の住民がSA・PAの施設を利用できるようになった他、地域のイベントの場としてもSA・PAを活用される等の効果も出ている。スマートインターチェンジと異なり、本線への車両の出入りはできない（別途、一般者向けの専用駐車場が設けられている場合がある）。
ウォークインゲートの開閉時間はサービスエリア・パーキングエリアによって異なっており、一部では24時間開放している場所もあるが、夜間は閉鎖する場所もある。
ハイウェイオアシスは高速道路側から隣接施設を利用出来るように設置したものでありこれとは異なる。

## 設置されているサービスエリア，パーキングエリア
2024年時点で、ウォークインゲートの設置数は114カ所、一般道側駐車場の設置数は86カ所となっている。
- E4 東北自動車道
  - 蓮田SA（上り線）
  - 羽生PA（上下線）
  - 佐野SA（上り線）
  - 大谷PA（上下線）
  - 上河内SA（上下線）
  - 矢板北PA（上下線）
  - 黒磯PA（上り線）
  - 那須高原SA（上下線）
  - 鏡石PA（上下線）
  - 安積PA（上下線）
  - 安達太良SA（上下線）
  - 福島松川PA（上下線）
  - 吾妻PA（上り線）
  - 国見SA（上下線）
  - 菅生PA（上下線）
  - 鶴巣PA（下り線）
  - 長者原SA（上下線）
  - 金成PA（上下線）
  - 北上金ヶ崎PA（上下線）
  - 矢巾PA（上下線）
  - 滝沢PA（上り線）
  - 岩手山SA（上下線）
  - 花輪SA（上下線）
  - 津軽SA（上下線）
- E5 道央自動車道
  - 有珠山SA（上下線）
  - 輪厚PA（上下線）
  - 野幌PA（上下線）
  - 岩見沢SA（上下線）
- E5A 札樽自動車道
  - 金山PA（下り線）
- E6 常磐自動車道
  - 守谷SA（上下線）
  - 谷田部東PA（上下線）
  - 千代田PA（上下線）
  - 美野里PA（上下線）
  - 友部SA（上下線）
  - 四倉PA（上下線）
- E8 北陸自動車道
  - 越中境PA（上り線）
  - 蓮台寺PA（上下線）
  - 大積PA（上下線）
  - 栄PA（上下線）
  - 黒埼PA（上下線）
- E7/E46 秋田自動車道
  - 西仙北SA（上下線）
- E14 館山自動車道
  - 市原SA（上下線）
- E17 関越自動車道
  - 三芳PA （上り線）
  - 高坂SA（上下線）
  - 寄居PA（上り線）
  - 上里SA（上下線）
  - 駒寄PA（下り線）
  - 赤城高原SA（上り線）
  - 谷川岳PA（上り線）
  - 塩沢石打SA（上下線）
  - 越後川口SA（上下線）
  - 山谷PA（下り線）
- E18 上信越自動車道
  - 甘楽PA（下り線）
  - 千曲川さかきPA（上り線）
  - 松代PA（下り線）
  - 妙高SA（上下線）
- E48 山形自動車道
  - 古関PA（上下線）
- E49 磐越自動車道
  - 阿武隈高原SA（上下線）
  - 磐梯山SA（上下線）
  - 阿賀野川SA（下り線）
- E50 北関東自動車道
  - 太田強戸PA（集約）
  - 笠間PA（集約）
- E82 千葉東金道路
  - 野呂PA（上下線）
- C4 首都圏中央連絡自動車道
  - 菖蒲PA（集約）